# Бланш, Лесли
Лесли Бланш (англ. Lesley Blanch, 6 июня 1904 — 7 мая 2007) — британская писательница, историк, путешественница. Известна своими любовно-приключенческими романами в экзотических сеттингах, а также кулинарными книгами и биографиями. Один из самых известных её романов — «Дикие берега любви».
Член Королевского литературного общества. Кавалер Ордена Британской империи.

## Биография
Родилась в Лондоне в 1904 году. Училась в школе для девочек в Хаммерсмите с 1915 по 1921 год, затем в Школе искусств Слейда (Slade School of Fine Art). Работала дизайнером декораций и книжным иллюстратором. С 1937 по 1944 год была редактором британского издания журнала «Vogue».
В апреле 1945 года вышла замуж за Ромена Гари, развелась в 1963 году. Считается, что она стала прообразом героини романа «Леди Л.».
Скончалась в возрасте 102 лет во французской Ментоне.

## Творчество
В 1934 году совместно с британской художницей  Фридой Харрис создала декорации для балета  «Воображаемые» (“Les Imaginaires”) на музыку Жоржа Орика в постановке Королевского оперного театра в Ковент-Гардене. 
Много путешествовала. После поездки в Иран и встречи с императрицей Фарах Пехлеви в апреле 1975 года написала биографическую книгу «Фарах — шахбану Ирана».
Некоторые исследователи считают, что Фрэнк Херберт вдохновлялся романом Бланш «Сабли рая» и позаимствовал оттуда сюжетные мотивы и некоторые слова для своей «Дюны».

## Награды
- Орден Британской империи.
- медаль Ордена искусств и литературы (Франция).